# Lesothos flag
Lesothos flag er delt i blåt over hvidt over grønt og har en sort stråhat aftegnet i midten. Den midterste hvide stribe er bredere end de to andre, så forholdet er 3:4:3. Dette giver bedre plads til stråhatten, som efter loven skal fylde 92% af den hvide stribes højde. Flagets farver står for regn (blåt), fred (hvidt) og velstand (grønt). Den sorte farve repræsenterer Lesothos befolkning og det afrikanske kontinent. Flaget har størrelsesforholdet 2:3.
Lesothos nationalflag blev første gang taget i brug midnat mellem 3. og 4. oktober 2006 i forbindelse med fejringen af landets 40-års uafhængighedsjubilæum.
Lesotho har tidligere haft to andre nationalflag:

## 1966-1987
Lesothos første nationalflag blev første gang hejst 4. oktober 1966, på Lesothos uafhængighedsdag. Det dominerende parti ved uafhængigheden var Basotho National Party (BNP) under ledelse af Leabua Jonathan, som blev landets første statsminister. På bagrund af forslag til flag udarbejdet af den britiske arkitekt Peter Hancock, valgte Jonathan det som blev Lesothos første nationalflag. Flagets farver var identiske med partifarverne til BNP. Nationalflaget var domineret af et blåt felt hvorpå der var placeret en stråhat, et nationalsymbol, i hvidt. Ved stangen fandtes de smalle striber af grønne og røde.

## 1987-2006
Statsminister Jonathan, som tiltog sig diktatoriske fuldmagter, blev styrtet i et militærkup i 1986. Lesothos nye militære magthavende anså nationalflaget fra 1966 som for nært knyttet til statsminister Jonathan og hans parti. I 1987 blev der indført et nyt flag. Dette var skrådelt i farverne hvid, blå og grøn, tilsvarende mottoet i rigsvåbenet som lyder «khotso, pula, nala». Dette betyder «fred, regn, velstand» og repræsenteres henholdsvis af hvidt, blåt og grønt. Stråhatten blev byttet ud til fordel for et traditionelt skjold med korslagte våben bag, nærmere bestemt spyd og en type klubbe som kaldes knobkerrie, alt i brun farve. Flaget blev tegnet af den syd-afrikanske statsheraldiker Frederick G. Brownell.
| Flag | Spire Denne artikel om flag eller vexillologi er en spire som bør udbygges. Du er velkommen til at hjælpe Wikipedia ved at udvide den. |